# Ikast-Brande
El municipi d'Ikast-Brande és un municipi danès que va ser creat l'1 de gener del 2007 com a part de la Reforma Municipal Danesa, integrant els antics municipis de Brande, Ikast i Nørre-Snede. El municipi és situat al centre de la península de Jutlàndia, a la Regió de Midtjylland i abasta una superfície de 736 km².
La ciutat més important i seu administrativa del municipi és a Ikast (14.847 habitants el 2010). Altres poblacions del municipi:
- Blåhøj
- Bording
- Brande
- Ejstrupholm
- Engesvang
- Gludsted
- Hampen
- Isenvad
- Klovborg
- Nørre Snede
- Pårup
- Tulstrup
- Uhre

## Consell municipal
Resultats de les eleccions del 18 de novembre del 2009:
| Partit                      | vots | % vots |
| --------------------------- | ---- | ------ |
| Socialdemokratiet           | 4128 | 19,2   |
| Det Konservative Folkeparti | 227  | 1,1    |
| Det Konservative Folkeparti | 2226 | 10,4   |
| Socialistisk Folkeparti     | 917  | 4,3    |
| Borgerlisten                | 141  | 0,7    |
| Dansk Folkeparti            | 1614 | 7,5    |
| Centerpartiet               | 10   | 0,0    |
| Retfærdighedslisten         | 159  | 0,7    |
| Venstre                     | 5351 | 24,9   |
| Fælleslisten                | 6686 | 31,2   |

### Alcaldes
| Alcalde                   | Període               | Partit  |
| ------------------------- | --------------------- | ------- |
| Carsten Kissmeyer-Nielsen | 1-1-2007 a 31-12-2009 | Venstre |
|                           | 1-1-2010 a ----       |         |